# Raffaello (cantante)
Raffaello, nome d'arte di Raffaele Migliaccio (Casoria, 5 aprile 1987), è un cantante italiano.

## Biografia

### Gli inizi e i primi lavori
Debutta giovanissimo all'età di 12 anni (nel 1999), con il suo primo album Figli di strada, con gli arrangiamenti di Alberto Costa e distribuito dalla ERS (adesso D.ERS). Per sei anni si dedica allo studio e perfezionamento del canto e, nel 2005, all'età di 18 anni, pubblica il suo secondo album Qualcosa da dirvi, prodotto e distribuito dalla Zeus Record con gli arrangiamenti del maestro Antonio Ilardi, che lo fa conoscere al pubblico , riscuotendo successo per il singolo Scivola quel jeans.
Nel 2006 pubblica il terzo lavoro discografico, La nostra storia, il cui singolo è stato una delle colonne sonore del film Gomorra. Nello stesso anno è ospite allo Stadio San Paolo nella trasmissione Campioni, il sogno a Napoli.
Nell'aprile del 2008 la nota rivista Rolling Stone pubblica un articolo su vari artisti musicali napoletani (tra cui Raffaello) e sul loro nuovo ed emergente stile musicale, il "Pop Nap Sound", che unisce musica pop a musica neomelodica napoletana. Nello stesso anno partecipa alla Festa di Piedigrotta.

### Il nuovo album dopo lo stop e l'incidente: 2010-2011
Dopo due anni di stop pubblica il suo nuovo lavoro discografico intitolato Lo specchio dell'anima riarrangiando il brano Scivola quel Jeans.
Nella notte tra il 16 e il 17 luglio, mentre era bordo della sua moto, è rimasto vittima di un incidente, in seguito al quale ha riportato un trauma toracico.

### L'album Per sempre: 2012 - 2013
Nel maggio del 2012 esce il suo nuovo lavoro discografico intitolato Per sempre con la collaborazione della Pina di Radio Deejay e del cantante Alessio.
Nel luglio del 2012 Raffaello, passa alla Dea Sound, casa di produzione dell'artista siciliano Tony Colombo, dove il 12 dicembre 2012 esce il nuovo singolo Ropp fatt ammor scritta dallo stesso Raffaello e da Tony Colombo.
Nel 2013 la canzone La nostra storia, già colonna sonora del film Gomorra, diventa anche colonna sonora del programma di Rai 2 #Aggratis

### L'album Tanti amori: 2014 - 2015
Il 18 ottobre del 2013, Raffaello annuncia tramite la sua pagina ufficiale di Facebook il ritorno alle scene con un nuovo album, arrangiato da G. Cuniello e distribuito dalla Zeus Record Serie Oro.
Il 27 gennaio del 2014 viene pubblicato il primo singolo estratto del nuovo album e in contemporanea viene svelato il titolo Tanti amori, in uscita il 24 febbraio 2014. L'album contiene 12 brani.

### SingoloNessuno è perfetto: dal 2016
Il 4 maggio 2016 Raffaello pubblica su iTunes e i vari social, il suo nuovo singolo Nessuno è Perfetto, accompagnato dal videoclip, come non faceva dal 2012.
Nel 2017 esce  l'album "La tua pelle addosso" e successivamente nel 2020 il suo ultimo lavoro discografico "Chiammame ancora ammore".

## Vicende giudiziarie
Il 6 luglio 2011 Raffaello viene arrestato per violenza a pubblico ufficiale per aver aggredito in strada un vigile del fuoco e condannato in direttissima ad un anno con la condizionale.
Il 25 luglio del 2012, Raffaello saluta pubblicamente durante un concerto il boss referente di Cosa Nostra Gino Abbate, detto "Ginu u' mitra".
Il 29 aprile 2015 Raffaello viene nuovamente arrestato per tentata corruzione a pubblico ufficiale, aggiungendo ''Non avete capito chi sono? Sono un famoso cantante, non avete rispetto per il successo?''.
Il 14 agosto 2015 viene ancora una volta arrestato. Dopo due giorni nel carcere di Santa Maria Capua Vetere ottiene gli arresti domiciliari. Il cantante è arrestato con l'accusa di aver sparato, il 20 giugno 2015, contro i clienti di un ristorante di Teverola e di aver ferito un cameriere. Lo stesso giorno pubblica un video sulla sua pagina di Facebook dichiarando che è a casa e La giustizia trionfa sempre, ma la notizia della scarcerazione risulta essere falsa.

## Discografia

### Album
- 1999 - Figli di strada  (Mea Sound)
- 2005 - Qualcosa da dirvi - (Zeus Record)
- 2006 - La nostra storia - (Zeus Record)
- 2007 - Raffaello live - (Zeus Record)
- 2008 - Bellissimo - (OP Music e Zeus Record)
- 2011 - Lo specchio dell'anima - (Zeus Record)
- 2012 - Per sempre - (Zeus Record)
- 2014 - Tanti amori - (Zeus Record)
- 2017 - La tua pelle addosso
- 2020 - Chiammame ancora ammore

### Partecipazioni
- 2008 - Gomorra - La colonna sonora - (partecipa al disco con La nostra storia) - (Radio Fandango)

### Duetti
Incisi in album propri
- 1999 - Feat. Nello Amato – Figl rà strada - (album Figli di strada)
- 2005 - Feat. Alessio – Cè Suoffr ancora - (album Qualcosa da dirvi)
- 2006 - Feat. Nancy – Vivo di te - (album La nostra storia e Raffaello live)
- 2011 - Feat. Maria Di Bernardo - Ancora due minuti - (album Lo specchio dell'anima)
- 2012 - Feat. La Pina – La mia piccola - (album Per sempre)

Incisi in album di terzi
- 2007 - Marsica feat. Raffaello – Ricominciare - (album Aria di successo)[16]
- 2009 - Antoine feat. Raffaello – A stessa femmena - (album Prendimi così)[17]
- 2008 - Nino D'Auria feat. Raffaello – Soltanto lei - (album Vola con me)[18]
- 2011 - Angelica feat. Raffaello – Con te - (album La mia musica)[19]
- 2012 - Enzo Di Palma feat. Raffaello - Voglio fa pace - (album Vietato copiare)[20]
- 2013 - Luca De Vivo feat. Raffaello - Chi ci sarà - (album Playroom e Tanti amori)

### Colonne sonore
- 2008 - Gomorra, regia di Matteo Garrone – (La nostra storia)
- 2012 - Gomorroide, regia di Francesco Prisco – (La nostra storia)

### Singoli
- 2006 - La nostra storia